# Clifford Small
Clifford Small est un homme politique canadien, député conservateur de la circonscription de Coast of Bays—Central—Notre Dame, à Terre-Neuve-et-Labrador. Il est élu en 2021, après avoir défait le député libéral sortant, Scott Simms, avec un faible écart de seulement 264 voix. Il est le premier député conservateur terre-neuvien-et-labradorien depuis la démission de Peter Penashue en 2013. Pour la seule Terre-Neuve, il est le premier député "tory" depuis 2006. Le 9 novembre 2021, Erin O'Toole le nomme critique conservateur de l'Agence de promotion économique du Canada atlantique,.

## Biographie
Small grandit à Wild Cove (en), sur la Péninsule Baie Verte. Il étudie au College of the North Atlantic et obtient un diplôme en technologie d'ingénierie électrique.  

## Source
- (en) Cet article est partiellement ou en totalité issu de l’article de Wikipédia en anglais intitulé « Clifford Small » (voir la liste des auteurs).